# 4977 Rauthgundis
A 4977 Rauthgundis (ideiglenes jelöléssel 2018 P-L) a Naprendszer kisbolygóövében található aszteroida. Cornelis Johannes van Houten,  Ingrid van Houten-Groeneveld,  Tom Gehrels fedezte fel 1960. szeptember 24-én.